# Селчи
Сѐлчи (на италиански: Selci) е село и община в Централна Италия, провинция Риети, регион Лацио. Разположено е на 204 m надморска височина. Населението на общината е 1112 души (към 2010 г.).